# Region strefowy
Region strefowy – region charakteryzujący się jednorodnością pod względem produkcyjnym lub usługowym. Występuje on na obszarach o produkcji powierzchniowej (np. rolnictwo, leśnictwo).
Region strefowy (jednorodny, formalny, powierzchniowy) to obszar homogeniczny w sensie genetycznym, a nie struktury przestrzennej (takie skojarzenie pojawia się często powodowane utożsamianiem jednorodności z jednolitością). Regiony strefowe wywodzą się z jednej podstawowej cechy lub pewnej kombinacji cech i ta cecha nadaje regionowi charakter oraz określa jego funkcje w całej strukturze przestrzennej gospodarki narodowej. Pierwotna funkcja sprzyja często rozwojowi innych, pochodnych funkcji, uzupełniających strukturę ekonomiczną tego regionu i nadających mu charakter złożony.
Regiony strefowe możemy podzielić na 3 typy:
- Proste (zwane niekiedy rejonami) – w regionalizacji opieramy się na analizie jednej cechy ilustrującej specyfikę lub natężenie występowania jakiegoś zjawiska gospodarczego albo społecznego;
- Grupowe (złożone heterogeniczne) – można w nich wyróżnić kilka rodzajów działalności, ale związanych z funkcją pierwotną;
- Pełne (uniwersalne, całkowite) – gdy uwzględniamy wszystkie przejawy życia gospodarczego na danym obszarze (obok funkcji pierwotnych i wtórnych pojawiają się zupełnie nowe autonomiczne funkcje); stosowanie tej kategorii regionów strefowych możliwe jest gdy dokonujemy podziału przestrzeni ekonomicznej na małe regiony, gdyż tylko w tej skali występuje czasem pełna jednorodność i odmienność całokształtu życia społecznego i ekonomicznego na danym obszarze.

Kategoria regionu strefowego służy przede wszystkim celom poznawczym (region jako przedmiot poznania). Jako narzędzie badawcze przydatne w różnych analizach przestrzennych. Nie należy jej natomiast stosować jako jedynej podstawy delimitacji jednostek administracyjnych i planistycznych, gdyż ukazuje tylko niektóre aspekty obiektywnie wykształconych regionów ekonomicznych: zwartość, jednorodność i zgodność genetyczną. Nie uwzględnia bardzo istotnej kwestii powiązań ekonomicznych i społecznych, a powierzchownie ujmuje fundamentalną dla powstania i rozwoju regionów ekonomicznych kwestię istnienia wykształconego zespołu sił wytwórczych. Często traktowana jest jako etap procedury delimitacyjnej.